# Alicia Herrera Rivera
Alicia Herrera Rivera (Valparaíso, 12 de maio de 1928 – Santiago, 6 de abril de 2013) foi uma advogada feminista e ministra da Corte de Apelações de Santiago do Chile.
Depois do golpe militar de Pinochet em 1973 sofre a opressão ditatorial, é vítima de um sequestro por agentes da Direcção de Inteligência Nacional (DINA) e finalmente é obrigada a exilar-se na Europa, vivendo na Roménia, Alemanha Oriental e finalmente em Espanha.  
Pioneira na luta pelos direitos contra o maltrato e a discriminação das mulheres, fundou em 1987 - junto a um grupo de letradas - a Associação de Mulheres Juristas Themis, dedicada a promover a igualdade de género e fazer realidade o princípio constitucional de protecção jurídica dos direitos das mulheres.
No ano 2000, em qualidade de presidenta honorária de Themis, foi premiada com a Cruz de Prata da Ordem Civil da Solidariedade Social do Ministério de Trabalho.